# Hafen Orsoy
Der Hafen Orsoy ist ein denkmalgeschützter Stromhafen am Niederrhein. Er liegt bei Rheinkilometer 793,8 bis 794,5 links bei Orsoy im gleichnamigen Stadtbezirk Orsoy, der nordrhein-westfälischen Stadt Rheinberg im Kreis Wesel.

## Geschichte
Bereits kurz nach der Jahrhundertwende begonnen, erhielt er erst 1910 eine befestigte Kaimauer. Mit drei elektrischen Portalkränen wurde der Betrieb bald darauf aufgenommen. Hauptumschlagsgüter waren und sind heute noch Kohle und Erze; Baustoffe, Forst- und Agrarprodukte wurden ebenfalls umgesetzt. Heute liegt der Schwerpunkt auf dem Schiff-Schiene-Umschlag von Schütt- und Massengütern.
Ursprünglich war geplant dort eine Betriebslände zu errichten, die ausschließlich für den Bedarf der Zeche Friedrich-Heinrich in Kamp-Lintfort dienen sollte. Auf die Initiative des Moerser Landrates van Endert hin wurde er jedoch als öffentlicher Rheinhafen verwirklicht. Hierdurch konnten auch andere Gewerbebetriebe den Umschlagsplatz nutzen und die Moerser Kreisbahn stellte einen Schienenanschluss her.

Nach dem Ersten Weltkrieg siedelten sich weitere Unternehmen nahe dem Hafen an.
1936 wurde das Hafenbecken wieder verfüllt und, um den Hochwasserschutz zu verbessern, mit einem Deichwall überbaut. Heute befinden sich an dem ehemaligen Standort ein Sport- und Kinderspielplatz mit einer kleinen Grünanlage. Die Hafenanlage wurde, um 700 m nach Norden verlagert, als Stromhafen neu gebaut.
Das heute noch original erhaltenen Lagerhaus an der ehemaligen Kaimauer diente auch zur Zwischenlagerung verschiedener anderer Güter. Eine Zeit lang wurde der in der Orsoyer Zigarren- und Tabakfabrik verarbeitete Rohtabak dort angeliefert und verzollt. Danach nutzte die Firma Underberg das Lagerhaus für ihre Magenbitterprodukte, die in die USA geliefert wurden.
Am 5. März 1945 besetzten US-Truppen Orsoy.
Das Gelände wurde 1952 an die Bundesrepublik Deutschland zurückgegeben und der Betrieb wieder aufgenommen. Umgeschlagen und gelagert wurden neben Kohle auch Baustoffe, Getreide, Mehl und Zucker.

## Infrastruktur
Betreiber des Hafens ist die NIAG (Niederrheinische Verkehrsbetriebe AG). Es gibt 2 Portalkräne, eine Kranbrücke und Fördereinrichtungen für Schüttgüter. Der Gleisanschluss führt dreizügig direkt auf die Pier, auch eine Waggonwaage ist dort vorhanden. Das Freilager hat eine Fläche von 80.000 m².

Im Jahr 2012 wurden im Hafen Orsoy 622.000 Tonnen umgeschlagen. Seine Kapazität beträgt 3 Millionen Tonnen pro Jahr.
Für die Freizeitschifffahrt ist der Hafen in Orsoy nicht geeignet; für Kleinfahrzeuge gibt es im direkt gegenüberliegenden Nordhafen Walsum eine eigene Anlegestelle.
Die Personenschifffahrt nutzt den Landungssteg am Nordwall als Anlegestelle.

## Verkehr
Etwa 6 km südlich des Hafens verläuft die Bundesautobahn 42. Die nächste Anschlussstelle zur A 57 bei Rheinberg liegt acht Kilometer westlich vom Hafen.
Die Hafenbahn schließt über ein Ausziehgleis an die Bahnstrecke Rheinhausen–Kleve an.
Einen Kilometer flussaufwärts (= südlich) pendelt die Rheinfähre Orsoy–Walsum.

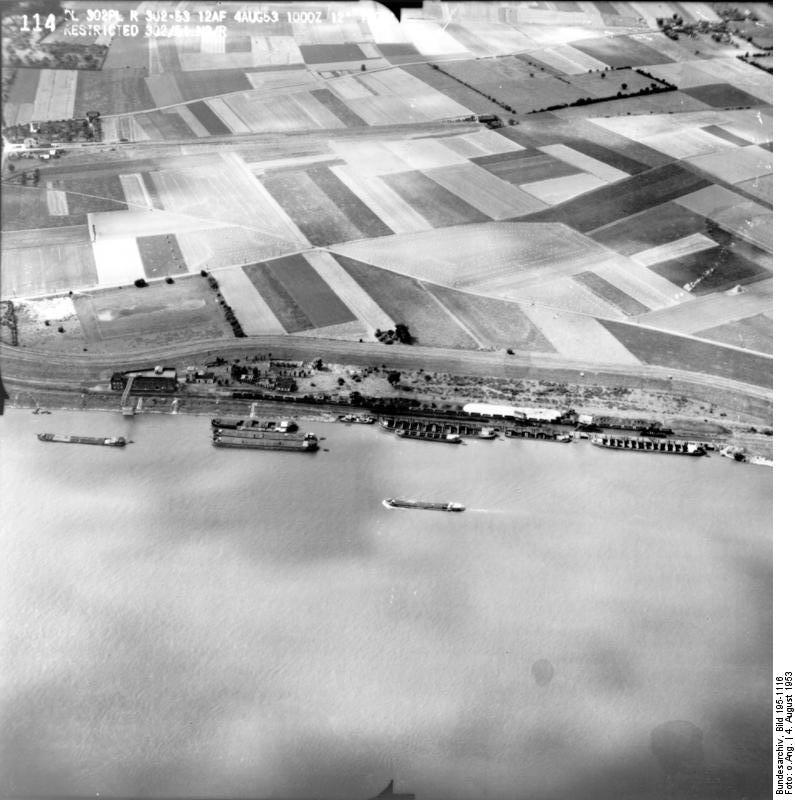
Luftaufnahme der Alliierten während einer Rheinbefliegung 1953
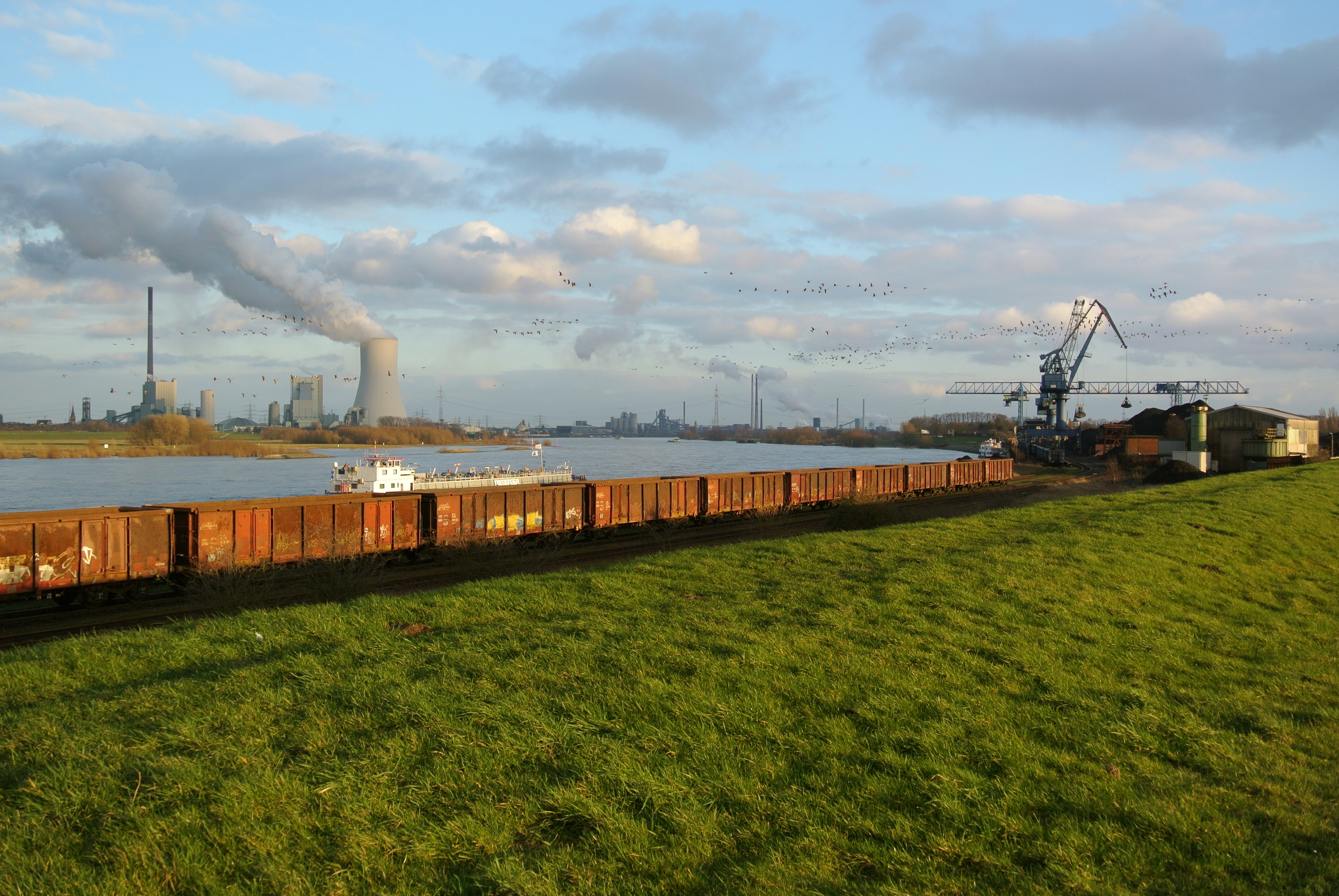
Hafen Orsoy und Orsoy auf der rechten Seite, Kraftwerk Duisburg-Walsum auf der linken, Blick in südlicher Richtung
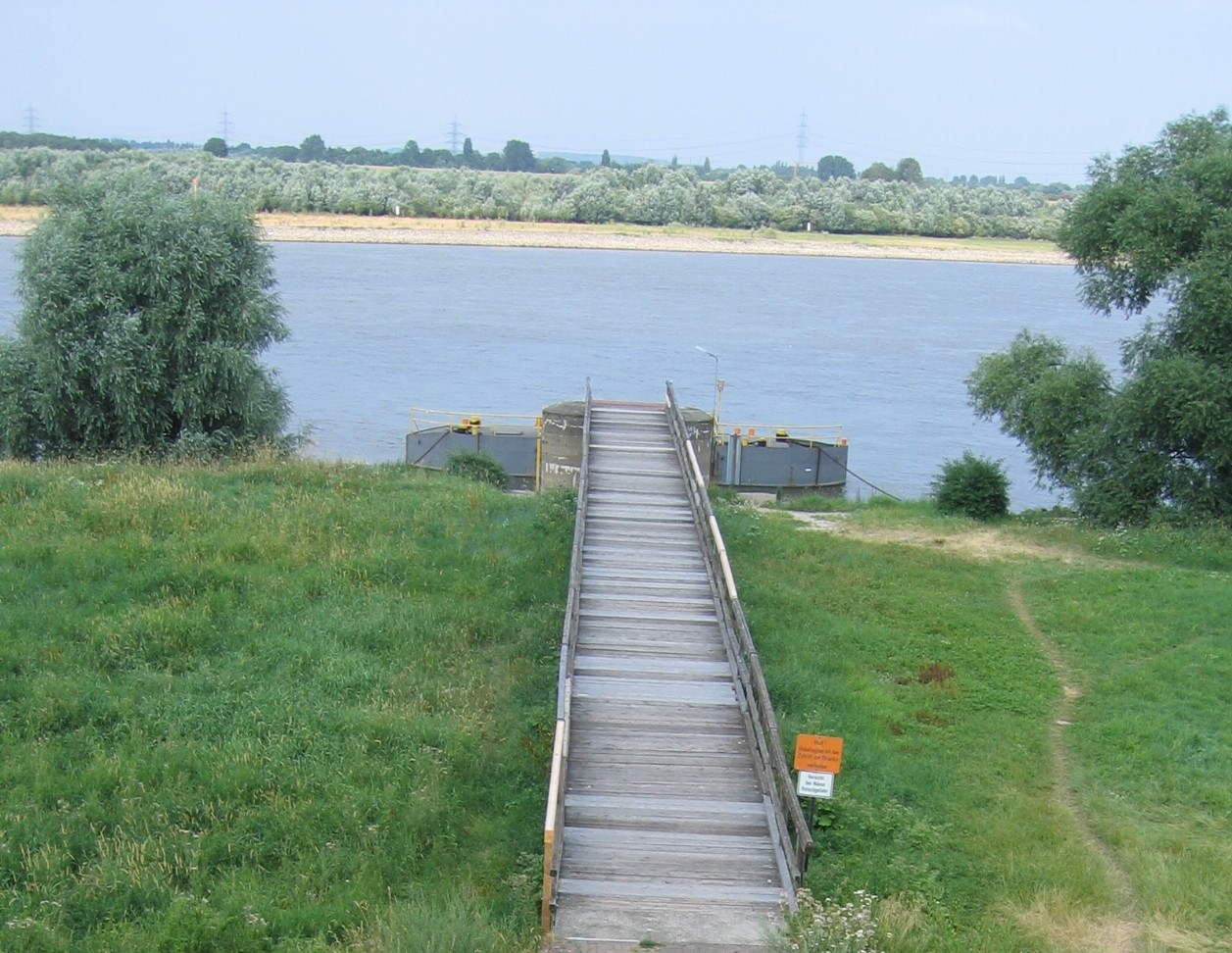
Anleger für die Personenschifffahrt

## Denkmalschutz
Der Hafen Orsoy wurde am 19. Januar 2010 unter der Nummer 201 in die Liste der Baudenkmäler in Rheinberg eingetragen.